# وحدات الأمن الجمهوري (الجزائر)

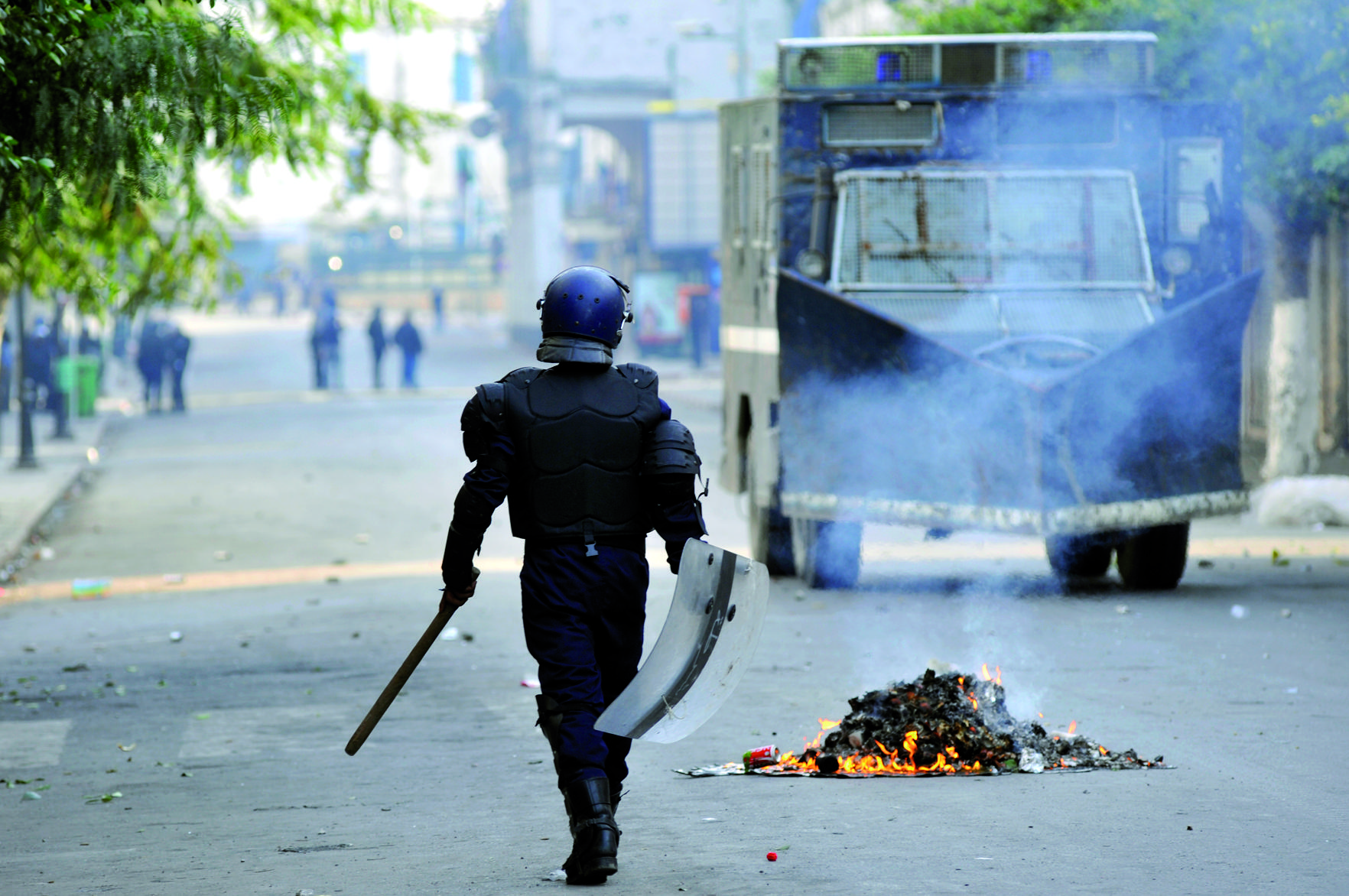
أحد أفراد وحدة الأمن الجمهوري

وحدات الأمن الجمهوري وتشتهر اختصاراً (بـالفرنسية: URS): هي إحدى وحدات الأمن الوطني الجزائري التي تعمل أساساً على مكافحة الشغب، وتنتشر وحدات الأمن الجمهوري عبر كامل أنحاء الجزائر وهناك مخططات لإنشاء وحدات بالولايات النتدبة بالجنوب.